# 萨尔特拉斯
萨尔特拉斯，是西班牙安达卢西亚自治区塞维利亚省的一个市镇。总面积58平方公里，总人口3344人（2001年），人口密度58人/平方公里。